# کالج سنت کاترین، کمبریج
کالج سنت کاترین، کمبریج (انگلیسی: St Catharine's College, Cambridge) یکی از کالج‌های دانشگاه کمبریج است. این مؤسسه در سال ۱۴۷۳ به نام کاترین هال بنا شد. اما نام خود را در سال ۱۸۶۰ به تصویب رساند. نام این کالج را ابتدا «کتز» گذاشتند. موقعیت آن در مرکز شهر باستانی کمبریج قرار دارد. در جنوب آن کالج کینگ واقع شده و در همان خیابان کالج کورپس کریستی قرار دارد. سراسر کالج از چهار طرف باز است و مقابلش خیابان ترومپینگتون قرار دارد.
سنت کاترین تنها کالج منحصر به فرد آکسفورد است که سرپرستی کالج دیگری را برعهده دارد. اجتماع دانشجویان این کالج در حد متوسط است و حدود ۷۰ همکار آکسفوردی دارد، ۱۵۰ دانشجوی مرحله فارغ‌التحصیلی و ۴۱۰ دانشجوی کارشناسی دارد. در سال ۲۰۱۶، بودجهٔ کالج ۶۲٫۲ میلیون پوند بود که آن را جزو بیستمین کالج ثروتمند دانشگاه قرار می‌دهد.